# Annibale Leonardelli
Annibale Leonardelli (Rimini, 1623 – 1702) è stato un gesuita e commentatore biblico italiano.
Fu autore di fortunate opere di morale.

## Opere
- Il mondo in ballo regolato dalla prouidenza diuina nel gouerno de gli huomini : figurato nel ballo di Dauide auanti l'arca. Venetia: per Stefano Curti, 1680
- Panegirici sacri del padre Annibale Leonardelli della Compagnia di Giesu. Venetia: presso Stefano Curti, 1685
- Il costume, e l'impegno, due antichi insidiatori dell'anima figurati ne' due vecchi aggressori di Susanna, presentati in giudicio, e condannati al tribunale di Daniello. Considerationi d'Annibale Leonardelli della Compagnia di Giesù. Bologna: per il Longhi, 1697
- La galleria di Dio aperta nell'Apparato di Sacri emblemi proposti dalla divina Scrittura in ammaestramento della Vita Ecclesiastica e Secolare. Bologna: nella Stamperia del Longhi, 1700
- Il decoro regolator delle attioni vmane. Bologna: per il Longhi, 1702
- Il dolce ed il forte della virtù christiana, considerato nelle opere morali d'Annibale Leonardelli della Compagnia di Giesu. Con doppio indice: uno delle materie predicabili e l'altro copiosissimo delle cose più notabili. Venetia: per Girolamo Albrizzi, 1693
- Le vere sorti da maneggiarsi per elegger buona sorte nel prendere stato di vita. Opera d'Annibale Leonardelli della Compagnia di Giesu. Bologna: per l'erede di Vittorio Benacci, 1683
- Il cuore in lite al Tribunale della sapienza christiana. Conteso dalla vita temporale, e dalla vita eterna, adombrato nel celebre giuditio di Salomone; ed esposto dal p. Annibale Leonardelli della Compagnia di Giesù. Venetia: presso Steffano Curti, 1688
- L'occhio in pena, offeso da gli sconcerti nel vivere umano. Bologna : per il Longhi, 1697